# QRP

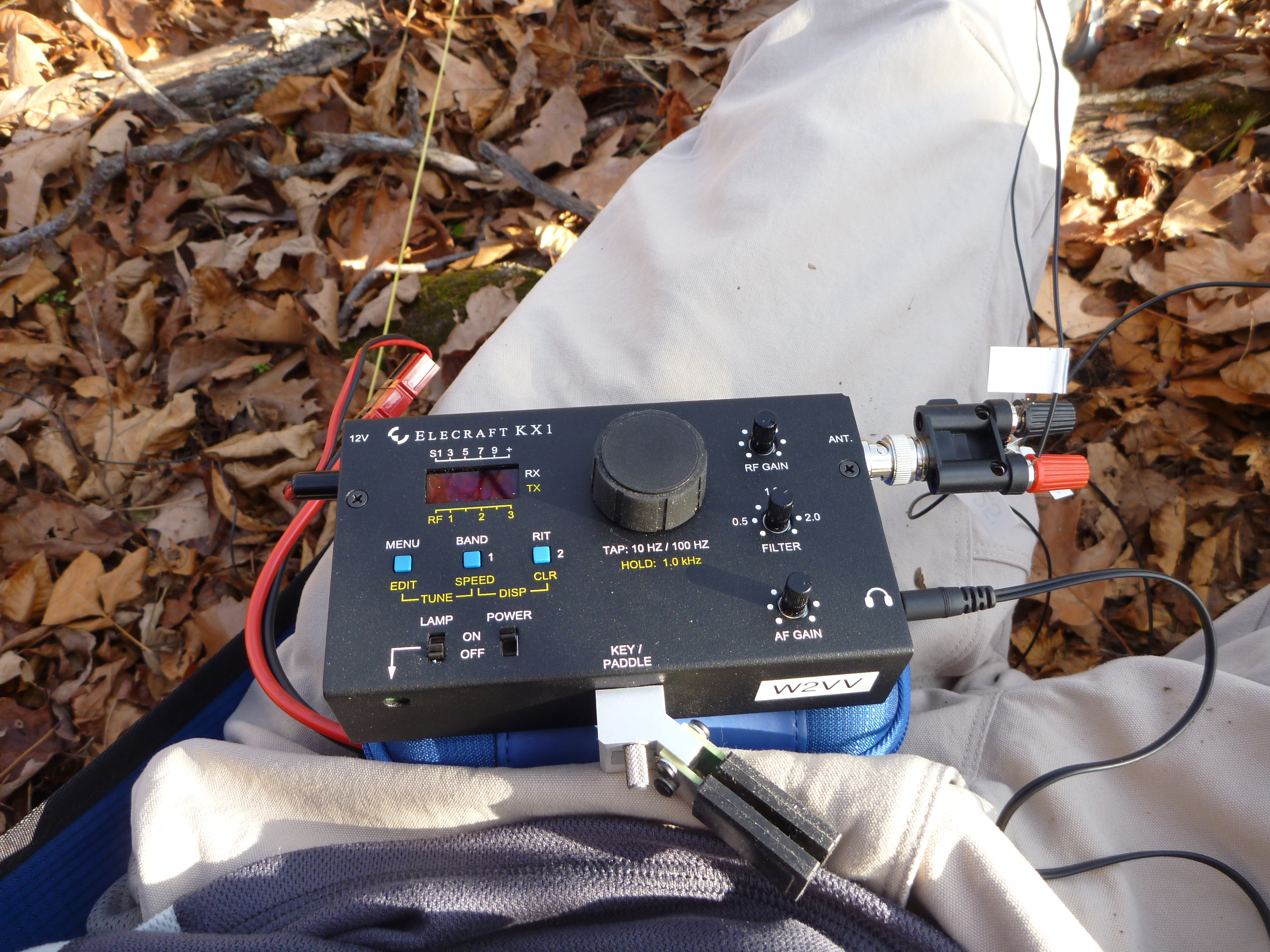
Elecraft KX1 — популярный портативный QRP-трансивер. Мощность до 4 Вт, продается в виде радиоконструктора

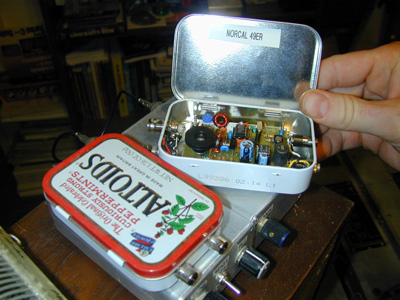
Самодельный QRPp-трансивер, собранный в коробочке из-под леденцов

«…Малая мощность — это образ жизни, старик…» — карикатура из журнала любителей QRP «SPRAT»

QRP — выражение из международного радиокода (Q-кода). Первоначальное значение — «уменьшите мощность передатчика». В настоящее время в радиолюбительском жаргоне означает работу в эфире с малой выходной мощностью передатчика. В радиолюбительском сообществе нет единого правила, какую мощность считать «малой», но самое распространенное мнение — не более 5 Вт телеграфом (CW) и 10 Вт телефоном с однополосной модуляцией (SSB). Для работы мощностью не более 1 и 2 Вт соответственно применяется термин QRPp.
Работа малой мощностью является особым направлением в радиолюбительстве. QRP предъявляет повышенные требования к качеству антенной системы и приёмного устройства, требует немалого операторского мастерства и терпения. Предпочтение отдаётся работе телеграфом, так как различить слабую «морзянку» на фоне помех намного проще, чем речевой сигнал. Аппаратура применяется зачастую самодельная, иногда самой простой конструкции, хотя выпускается немало подходящих промышленных передатчиков в виде готовых изделий и наборов для сборки.
Для облегчения проведения QRP-радиосвязей выделены специальные частоты - центры активности QRP станций, на которых радиостанции с большей мощностью обычно воздерживаются от работы.
|                     | 160 м              | 80 м               | 60 м         | 40 м               | 30 м         | 20 м  | 17 м  | 15 м                 | 12 м  | 10 м                 | 6м    | 2 м    |
| ------------------- | ------------------ | ------------------ | ------------ | ------------------ | ------------ | ----- | ----- | -------------------- | ----- | -------------------- | ----- | ------ |
| CW (международные)  | 1810 (1843 Европа) | 3560               | -            | 7030, 7122         | 10106, 10116 | 14060 | 18096 | 21060                | 24906 | 28060                | 50096 | 144060 |
| CW (Россия)         | -                  | 3560               | -            | 7030               | 10116        | 14060 | 18086 | 21060                | 24906 | 28060                | -     | -      |
| SSB (международные) | 1910               | 3985 (3690 Европа) | 5346.5 (Ch2) | 7285 (7090 Европа) | -            | 14285 | 18130 | 21385 (21285 Европа) | 24950 | 28385 (28365 Европа) | 50185 | 144285 |
| SSB (Россия)        | -                  | 3690               | -            | 7090               | -            | 14285 | 18130 | 21285                | -     | 28360                | -     | -      |

Существуют ассоциации любителей QRP (см. ссылки); издаются журналы, посвященные исключительно этой тематике, например, британский ежеквартальник «SPRAT», американский «QRP Quarterly» — ежеквартальник клуба QRP ARCI и российский электронный журнал «CQ-QRP»; некоторые радиолюбительские дипломы присуждаются в отдельной категории QRP (например, QRP DXCC); существуют дипломные программы, ориентированные исключительно на любителей QRP. Регулярно проводятся QRP соревнования (например, RSGB Low Power Contest, Original QRP Contest), при этом пределы допустимой мощности особо указываются в положении о соревнованиях.
Один из распространенных критериев достижений любителей QRP — отношение дистанции между корреспондентами к мощности передатчика (или наоборот). Этот показатель положен в основу условий некоторых дипломов, например, австралийского «Milliwatts per Kilometer Award». 2 января 2005 г. американец Билл Типпет (Bill Tippett, W4ZV) принял сигнал радиомаяка N2XE на расстоянии 546,8 миль. Мощность маяка составляла всего 0,0000406 Вт, что дало 13 467 980 миль на ватт.
Антонимом QRP в радиолюбительской среде является код QRO («Увеличьте мощность передатчика»).